# Hammerbach (Donau)
Der Hammerbach, auch Gerlgrabenbach, ist ein linker Nebenfluss der Donau in Oberösterreich.

## Verlauf
Der Hammerbach entspringt südlich der Koglerau in der Gemeinde Puchenau. Er fließt in südlicher Richtung, bildet den Gerlgraben, wo er die Gemeindegrenze zwischen Puchenau und Gramastetten bildet. Er fließt weiter entlang der Schießstattstraße und mündet unterhalb von Puchenau in die Donau.